# 자료 집합

자료 집합 또는 데이터 세트(data set)는 자료의 모임이다.
일반적으로 자료 집합은 하나의 데이터베이스 테이블의 내용이나 하나의 통계적 자료 행렬과 일치하며 여기에서 테이블의 모든 컬럼은 특정한 변수를 대표하며 각 로우는 제기된 자료 집합의 주어진 멤버와 일치한다. 이 자료 집합은 변수 개개의 값들을 나열하는데, 이를테면 자료 집합의 각 멤버에 대한 물체의 높이와 무게를 들 수 있다. 각각의 값은 자료라고 부른다. 자료 집합은 하나 이상의 멤버에 대한 데이터를 이루며, 로우의 수와 일치한다.
자료 집합이라는 용어는 또한 특정한 실험이나 이벤트에 상응하는, 밀접히 관계된 테이블의 모임 안의 데이터를 가리킬 수도 있다. 이러한 종류의 예는 우주 탐사체의 장비로 실험을 수행하는 항공 우주국에 의해 수집된 데이터 집합을 들 수 있다.

## 역사
역사적으로, 이 용어는 메인프레임 분야에서 기원하였으며, 여기에서 컴퓨터 파일과 매우 가까운 의미의 데이터 세트라는 용어를 사용하고 있다.

## 특성
일부 속성들은 자료 집합의 구조와 특성을 정의한다. 여기에는 어트리뷰트나 값의 수와 종류, 그리고 이들에 적용하는 다양한 통계 측정(예: 표준편차, 첨도)을 포함한다.

## 예시
파이썬을 이용한 자료 집합 불러오기:
```
pip
 
install
 
datasets

from
 
datasets
 
import
 
load_dataset

dataset
 
=
 
load_dataset
(
NAME
 
OF
 
DATASET
)

```

## 같이 보기
- 자료